# Cưỡng bức lao động tại Campuchia
Hàng loạt những vụ vượt biên, bỏ trốn về nước sau khi bị bóc lột sức lao động và bị buôn bán ở Campuchia đã âm thầm diễn ra dọc tuyến biên giới giữa Việt Nam–Campuchia trong nhiều năm liền. Các đối tượng đã kêu gọi lao động thông qua các diễn đàn, hội nhóm trên mạng xã hội như "việc nhẹ, lương cao". Nạn nhân chủ yếu thường là ở độ tuổi từ 18–35 tuổi và những người đang có nhu cầu kiếm tiền. Thậm chí, trong khoảng thời gian đại dịch COVID-19 đã có những đối tượng trung chuyển người Trung Quốc vào Việt Nam rồi đưa về Campuchia để tìm việc làm.
Vào 18 tháng 8 năm 2022, sự việc đã được nhiều người biết đến hơn khi 42 lao động ở Việt Nam trốn chạy khỏi khỏi casino Rich World ở Campuchia và phải bơi qua sông Bình Di ở tỉnh An Giang để trở về nước khiến một thiếu niên 16 tuổi tử vong do dòng nước cuốn trôi. Sự việc ngay sau đó đã được Bộ Ngoại giao Việt Nam lên tiếng và yêu cầu phía phía Campuchia điều tra, giải quyết. Đến ngày 17 tháng 9 cùng năm, lại tiếp tục có khoảng 60 lao động Việt Nam trốn chạy khỏi Campuchia về hướng cửa khẩu Mộc Bài, tỉnh Tây Ninh, Việt Nam.
Điểm chung của các vụ đều là lao động bị cưỡng bức, buôn bán sang Campuchia. Hầu hết các đường dây tổ chức đều do người Trung Quốc làm chủ với sự giúp sức của người Việt Nam ở Campuchia. Không chỉ chiêu dụ người Việt Nam các tổ chức này còn kêu gọi những người trẻ tuổi nợ nần chồng chất ở Hồng Kông, Đài Loan, Thái Lan và Malaysia.

## Bối cảnh
Trong nhiều năm, nhiều hội nhóm trong nước đã mời gọi người Việt Nam sang Campuchia làm việc nhưng thực chất đã được phía Đại sứ quán Việt Nam tại Campuchia xác nhận là "bóc lột sức lao động". Việc buôn người này đã được xác định diễn ra trong thời gian dài. Theo South China Morning Post, hiện tượng này đã bắt đầu xuất hiện khi các công ty Trung Quốc bắt đầu xây dựng sòng bạc ở Sihanoukville, dọc theo biên giới Bavet – Mộc Bài. Nạn nhân chủ yếu nằm trong độ tuổi từ 18–35 tuổi mong muốn tìm việc làm qua mạng xã hội. Sau khi được dẫn dắt sang Campuchia, những người này sẽ phải làm việc cho các tổ chức lừa đảo như đánh bạc trực tuyến, kinh doanh tiền ảo,... và cưỡng ép làm việc trong 12–16 tiếng mỗi ngày, không cho ra khỏi cơ sở làm việc. Khi người lao động không thể làm việc hoặc gần đến ngày trả lương thì lại bị mang bán sang cơ sở khác. Còn nếu như muốn về nước thì người thân ở Việt Nam phải nộp tiền chuộc. Nhiều trường hợp thậm chí còn đã tử vong tại Campuchia. Người đứng đầu của những tổ chức này hầu hết đều là người Trung Quốc cùng sự giúp sức của một số người Việt Nam ở Campuchia. Các doanh nghiệp này thường tập trung chủ yếu ở Bavet, tỉnh Svay Rieng; Banteay Meanchay, tỉnh Poipet; thành phố Shihanoukvile, tỉnh Preah Sihanouk; Chrey Thom, tỉnh Kandal và tại thành phố Phnôm Pênh. Không chỉ chiêu dụ người Việt Nam các tổ chức, doanh nghiệp này còn kêu gọi những người trẻ tuổi nợ nần chồng chất ở Hồng Kông, Đài Loan, Thái Lan và Malaysia. Theo The Guardian, nhiều người đứng đầu các tổ chức này có liên quan đến tổ chức tội phạm xuyên quốc gia Hội Tam Hoàng.
Thậm chí, trong thời gian đại dịch COVID-19, công an Việt Nam cũng đã phát hiện nhiều trường hợp người Trung Quốc nhập cảnh trái phép vào Việt Nam ở phía Bắc đi qua Hà Nội vào Thành phố Hồ Chí Minh rồi lại di chuyển về miền Tây Việt Nam để đi theo lói mòn vào Campuchia "tìm việc làm". Tây Nguyên được xác định là địa điểm trung chuyển của cả nước. Ngoài ra, COVID-19 cũng được xem là một trong các nguyên nhân dẫn đến tình trạng này khi ảnh hưởng nghiêm trọng đến các hoạt động kinh doanh, khiến các hoạt động bất hợp pháp gia tăng để bù đắp cho sự sụt giảm doanh thu bất hợp pháp. Cũng như việc quản lý lỏng lẻo biên giới của hai quốc gia. Các tổ chức/doanh nghiệp này còn hoạt động theo những hình thức rửa tiền, lừa đảo tài chính trực tuyến, mại dâm, buôn bán ma túy, buôn người và bóc lột lao động.

## Sự việc nổi bật

### 42 người Việt Nam bỏ trốn
Vào ngày 18 tháng 8 năm 2022, mạng xã hội Việt Nam đã lan truyền hình ảnh 42 người Việt Nam trốn chạy khỏi casino Rich World ở Campuchia khi họ bơi qua sông Bình Di, huyện An Phú, tỉnh An Giang để trở về Việt Nam sau khi bị mắc bẫy "tìm việc làm", "việc nhẹ, lương cao" ở Campuchia. Một người bị bảo vệ casino bắt lại và một người là thiếu niên 16 tuổi đã bị nước của con sông cuốn tử vong.
Cuộc đào thoát khỏi sòng bạc được cho đã lên kế hoạch trong vòng hai ngày và được thực hiện vào buổi sáng vì số lượng người túc trực ít cùng nhóm quản lý casino lơ là. Sau khi vào ca được một giờ thì nhóm người lao động khỏe mạnh sẽ lao lên phía cửa phá vòng vây và phía sau là phụ nữ, phía cuối cùng là nhóm thanh niên cầm bom xăng ném chặn bảo vệ để có cơ hội thoát thân. Ngay sau đó vài phút, những tay lính của casino cầm gậy, thanh sắt đã xuất hiện dí theo nhóm công dân Việt Nam bơi trên sông Bình Di. Một người đã bị bắt lại trên đường chạy về nước.
Một số lao động trong nhóm người chạy thoát về được Việt Nam đã chia sẻ, "4 tháng [...] bị lừa bán sang Campuchia làm việc trong casino chẳng khác gì địa ngục". Công việc mà nhóm người này làm bên sòng bạc Campuchia là sử dụng tài khoản ảo để kêu gọi người khác tham gia game hẹn hò, dụ dỗ nạp tiền với 14 tiếng lao động mỗi ngày. Nếu không đạt đủ chỉ tiêu sẽ "bị dọa đưa lên tầng trên chích điện".
Đến ngày ngày 20 tháng 9, Bộ đội Biên phòng tỉnh An Giang đã đón thêm 44 lao động Việt Nam trở về nước.

### Nhóm người Việt Nam chạy trốn sang cửa khẩu Mộc Bài

Công dân Việt Nam được đưa về khách sạn sau khi trốn chạy về nước vào năm 2022.

Đến chiều ngày 17 tháng 9, 60 người Việt Nam đã trốn chạy khỏi một casino nằm tỉnh Svay Riêng, Campuchia về phía cửa khẩu Bavet (Cửa khẩu Mộc Bài, Tây Ninh, Việt Nam). Trong cuộc tháo chạy này đã có 56 người trốn thoát thành công, 4 người bị bắt giữ lại. Sau đó một ngày (ngày 21 tháng 9) và sau 4 ngày vụ 60 người Việt Nam trốn chạy, thì tại cửa khẩu Mộc Bài (huyện Bến Cầu, tỉnh Tây Ninh) đã được phía Campuchia bàn giao cho lực lượng Biên phòng Việt Nam tổng cộng 92 lao động với 71 người là lao động đã trốn chạy khỏi sòng bạc tỉnh Svay Riêng, Campuchia. 4 người bị bắt giữ lại trước đó cũng đã được cho là trao trả trong đợt lần này.
Nhiều nhân chứng của vụ việc để kể lại việc ông chủ (người nói tiếng Trung Quốc) đã ôm tiền bỏ chạy, không trả tiền lương cho người lao động.

### Sự việc khác
Vào ngày 26 tháng 6 năm 2022, một gia đình đã đến cửa khẩu Mộc Bài, tỉnh Tây Ninh để chuộc lại người thân của mình với giá 2.600 USD. Thậm còn có một số gia đình đã "đổ nợ" vì chuộc người thân từ phía Campuchia trở về. Ngày 23 tháng 9, cửa khẩu Hà Tiên đã đón nhận 226 công dân Việt Nam từ Campuchia về nước. Những người này đã được Tổng lãnh sự quán Việt Nam tại Campuchia phối hợp cùng lực lượng chức năng tỉnh Preah Sihanouk giải cứu trong chiến dịch trấn áp tội phạm buôn người tại nước này từ ngày 18 đến ngày 22 tháng 9 tại ba công ty nước ngoài ở Campuchia.
Vào ngày 30 tháng 9 năm 2022, 7 thi thể đã được tìm thấy khi trôi dạt vào bờ biển trên đảo Phú Quốc, Việt Nam, một tuần sau khi một chiếc thuyền chở hơn 40 người bị chìm ngoài khơi thị trấn ven biển Sihanoukville của Campuchia. Hai trong số các thi thể được cho là mang theo giấy tờ Trung Quốc. Trước đó, 30 người trong vụ đắm tàu đã được hai phía Việt Nam và Campuchia giải cứu. Phát ngôn viên của Bộ Nội vụ  Campuchia Khieu Sopheak sau đó  đã cho biết mở điều tra vụ án buôn người sau sự cố chìm tàu và 6 người đã bị bắt. Tuy nhiên, quan chức nước này không nêu rõ lý do tại sao lại nghi ngờ những người trên thuyền đang bị buôn bán.
Đến ngày 23 tháng 10, tại Đồn Biên phòng của cửa khẩu Xa Mát, tỉnh Tây Ninh đã tiếp nhận thêm 171 công dân Việt Nam được giải cứu về nước sau khi Tổng lãnh sự quán Việt Nam tại Battambang, Campuchia đề nghị nước này giải cứu từ ngày 11 đến ngày 16 tháng 10. Các lao động này đã được giải cứu khỏi một casino ở khu O-Smach Resort, tỉnh Oddar MeanChey, Campuchia.

## Phản ứng

### Chính quyền Việt Nam
Sau vụ việc 42 công dân Việt Nam vượt biên về nước qua sông Bình Di tỉnh An Giang, phía Bộ Ngoại giao Việt Nam cũng đã đề nghị Campuchia hỗ trợ điều tra nguyên nhân vụ 42 người Việt trốn chạy khỏi casino. Truyền thông nhà nước Việt Nam cũng yêu cầu "xử lý nhanh chóng" để tránh làm tổn hại đến quan hệ hai nước. Thượng tá Khổng Ngọc Oanh, Cục Cảnh sát hình sự (Bộ Công an) đã cho rằng, "Tình trạng xuất nhập cảnh trái phép, trở thành nạn nhân của buôn người xảy ra ở hầu hết các tỉnh kinh tế khó khăn, như địa phương biên giới phía Bắc, biên giới Tây Nam, Tây Nguyên,...".
Theo đại diện Cục phòng chống ma túy, tội phạm Bộ Tư lệnh Biên phòng xác nhận, đã có những nhóm trên mạng xã hội như Hội người Việt tại Campuchia, Tìm kiếm việc làm tại Campuchia,... đến các công dân Việt Nam đang mong muốn tìm việc làm rồi dẫn dắt họ sang Campuchia bằng chính ngạch lẫn xuất cảnh trái phép. Sau đó, các đối tượng này bán họ cho chủ lao động nước ngoài đang kinh doanh tại Campuchia. Nhiều số điện thoại đề nghị hỗ trợ liên quan cũng đã được đăng tải công khai bởi Bộ Ngoại giao Việt Nam:
- Đại sứ quán Việt Nam tại Campuchia, số điện thoại: + 855-237 26274.
- Tổng Lãnh sự quán tại Sihanoukville số điện thoại: + 855-349 34039.
- Tổng đài bảo hộ công dân + 84-981 848484.

### Chính quyền Campuchia
Vào ngày 23 tháng 8 năm 2022, chính quyền Campuchia đã mở những đợt cao điểm truy quét tội phạm buôn người tại tỉnh Preah Sihanouk sau khi Bộ trưởng Bộ Nội vụ nước này, Sar Kheng nhận được tin báo về một người phụ nữ bị một băng nhóm giam giữ ở Sihanoukville. Đến 13 giờ 30 phút, ngày 26 tháng 8, lực lượng chức năng nước này đã bắt giữ 1 đối tượng buôn bán vũ khí và 3 người khác, bao gồm 2 người Campuchia và 1 người Trung Quốc. Trước đó một ngày, chính quyền tỉnh Preah Sihanouk đã cam kết sẽ nghiêm khắc hơn đối với các doanh nghiệp liên quan nạn buôn người, giam giữ và đối xử tệ bạc với người lao động.
Theo Khmer Times, Việt Nam và Đài Loan là hai quốc gia/vùng lãnh thổ có số nạn nhân cao nhất. Các nhà chức trách Đài Loan cũng đã xác nhận có hơn 5.000 công dân của họ đến Campuchia và không quay trở lại. Vào ngày 10 tháng 10, Ủy ban Chống buôn người quốc gia của Campuchia (NCCT) đã xác nhận trục xuất 1.500 người nước ngoài tại Preah Sihanouk sau khi kiểm tra 2.760 người từ 14 quốc tịch khác nhau và phát hiện 1.512 người không có giấy phép lao động. Cùng lúc đó, cảnh sát Campuchia cũng đã trục xuất 685 người thuộc 10 quốc tịch và 920 người thuộc 23 quốc tịch đang làm thủ tục trục xuất. Hầu hết những điểm này đều được nghi buôn người, tra tấn và ổ mại dâm và hình thức đánh bạc trực tuyến. Chính phủ Campuchia đã cấm  đánh bạc trực tuyến từ năm 2019.

### Quốc tế

#### Tổ chức
- Liên Hợp Quốc: 
  - Trưởng phái đoàn Tổ chức Di cư Quốc tế tại Campuchia đã cho rằng việc lương giảm, mất việc làm, phụ thuộc internet cùng tác động của Đại dịch COVID-19 đã tạo nên "mảnh đất màu mỡ cho những kẻ buôn người".[2]
  - Bà Kiviniemi-Siddiq Peppi, thành viên của Tổ chức Di cư Quốc tế (IOM) khu vực Châu Á - Thái Bình Dương đã cho rằng Campuchia, Myanmar và Lào là những quốc gia chứa nạn nhân của buôn người có tổ chức. Bà cũng yêu cầu pháp luật các nước cần bảo vệ mạnh mẽ người lao động.[36]
- Đại diện châu Á của Tổ chức Theo dõi Nhân quyền, Phil Robertson đã cho rằng, "Việc phân biệt đối xử và lạm dụng đối với những người không quốc tịch như người gốc Việt khiến họ ít có khả năng tiếp cận với cảnh sát hoặc quan chức chính phủ khi bị buôn bán hoặc bóc lột".[2]
- Phó Giám đốc Tổ chức Chống lừa đảo toàn cầu (GASO) Jan Santiago: "Hiện những tổ chức lừa đảo này di chuyển liên tục. Những loại công ty này ở Campuchia hay Myanmar đang được truyền thông và chính quyền chú ý tới. Vì thế chúng sẽ di chuyển. Theo dự án thì các nước châu Phi, Trung Đông có thể là điểm đến tiếp theo. Chúng sẽ tiếp tục kêu gọi người lao động đến các quốc gia này".[36]

#### Các quốc gia
- Hoa Kỳ: Vào năm 2022, Bộ Ngoại giao Hoa Kỳ đã liệt kê và đưa Việt Nam cùng Campuchia vào danh sách đen về nạn buôn người.[37] Trước đó, nước này cũng đã xếp Campuchia vào bậc 2, quốc gia cần theo dõi về hoạt động buôn người.[2] Báo cáo của Hoa Kỳ cũng cho rằng nhiều nạn nhân của các vụ buôn người ở Campuchia là phụ nữ và trẻ em Việt Nam. Các nạn nhân sẽ có thể tiếp tục bị bán sang Thái Lan hoặc Malaysia.[2]
- Trung Quốc: Đại sứ quán Trung Quốc tại Campuchia cũng đã bày tỏ lo ngại về vấn nạn buôn người liên quan đến đánh bạc trực tuyến và dẫn lời tuyên bố trước đó vào tháng 9 năm 2021 của chính phủ nước này khi công dân Trung Quốc đang cố gắng nhập cảnh vào Campuchia từ Việt Nam để làm việc bất hợp pháp.[2]

## Nhận định
- Đại sứ Nguyễn Huy Tăng, Đại sứ Đặc mệnh toàn quyền Việt Nam tại Campuchia cho biết, "[...] hệ thống các cơ sở game online, sòng bài của người Hoa ở rất nhiều nơi. Gần như tỉnh nào giáp biên giới với [Việt Nam] cũng có những điểm chơi game online hoặc đánh bạc. Họ lôi kéo lao động của chúng ta".[38]
- Thượng tá Khổng Ngọc Oánh Cục Cảnh sát Hình sự, Bộ Công an cho biết lao động Việt Nam bị dụ dỗ sang Campuchia với những lời hứa hẹn "việc nhẹ, lương cao", nhưng thực chất họ lại rơi vào "địa ngục của sự bóc lột".[29]